# Brande-Hörnerkirchen
Brande-Hörnerkirchen är en kommun och ort i Kreis Pinneberg i förbundslandet Schleswig-Holstein i Tyskland.
Kommunen ingår i kommunalförbundet Amt Hörnerkirchen tillsammans med ytterligare tre kommuner.